# Zofia Perczyńska
Zofia Perczyńska-Żarnecka (ur. 1 stycznia 1928 w Piotrkowie Trybunalskim, zm. 6 października 2017 w Konstancinie-Jeziornie) – polska aktorka teatralna i filmowa.

## Życiorys
6 października 1946 roku miał miejsce jej debiut teatralny. Występowała w następujących teatrach:
- Teatr Wybrzeże w Gdyni (1946-49)
- Teatr im. Stefana Jaracza w Łodzi (1950–57)
- Teatr Klasyczny w Warszawie (1958–65)
- Teatr Ziemi Mazowieckiej w Warszawie (1966–77)
- Teatr Popularny w Warszawie (1978–79)

## Filmografia
| Filmy fabularne |                                         |                                       |                    |
| Rok             | Tytuł                                   | Rola                                  | Reżyseria          |
| 1947            | Jasne łany                              | Magda                                 | Eugeniusz Cękalski |
| 1954            | Pod gwiazdą frygijską                   | Kachna                                | Jerzy Kawalerowicz |
| 1955            | Irena do domu!                          | Krystyna                              | Jan Fethke         |
| 1966            | Mocne uderzenie                         | kobieta                               | Jerzy Passendorfer |
| 1969            | Nowy                                    | sekretarka                            | Jerzy Ziarnik      |
| 1970            | Książę sezonu                           | kobieta                               | Witold Orzechowski |
| 1970            | Pierścień księżnej Anny                 | poddana                               | Maria Kaniewska    |
| 1977            | Parada oszustów                         | kobieta                               | Grzegorz Lasota    |
| 1983            | Lata dwudzieste... lata trzydzieste...  | modystka                              | Janusz Rzeszewski  |
| 1997            | Opowieści weekendowe: Linia opóźniająca | sąsiadka                              | Krzysztof Zanussi  |
| 2008            | Obcy VI                                 | Józefowa                              | Borys Lankosz      |
| 2008            | Jeszcze nie wieczór                     | Matylda                               | Jacek Bławut       |
| 2012            | Dzień kobiet                            | staruszka                             | Maria Sadowska     |
| 2014            | Powstanie warszawskie                   | (głos)                                | Jan Komasa         |
| 2016            | Ostatnia rodzina                        | Stanisława Beksińska, matka Zdzisława | Jan P. Matuszyński |

| Seriale telewizyjne |                                   |                            |                    |
| Rok                 | Tytuł                             | Rola                       | Reżyseria          |
| 1976                | Polskie drogi                     | wiejska baba (odc. 2, 10)  | Janusz Morgenstern |
| 1988                | W labiryncie                      | Nutka                      | Paweł Karpiński    |
| 1993                | Czterdziestolatek. 20 lat później | staruszka (odc. 13)        | Jerzy Gruza        |
| 2000                | Twarze i maski                    | sąsiadka (odc. 5)          | Feliks Falk        |
| 2003                | Kasia i Tomek                     | staruszka (odc. 8)         | Jerzy Bogajewicz   |
| 2003–2004           | Plebania                          | pani Kazia (odc. 367-488)  | różni              |
| 2006                | Na dobre i na złe                 | Krystyna (odc. 244)        | -                  |
| 2006                | Egzamin z życia                   | sąsiadka (odc. 59)         | różni              |
| 2011                | Ranczo                            | babcia Franceski (odc. 65) | Wojciech Adamczyk  |
| 2014                | Na dobre i na złe                 | pacjentka (odc. 583)       | -                  |

## Nagrody i odznaczenia
- Nagroda Artystyczna Wybrzeża Gdańskiego (1949 r.)
- Medal 10-lecia Polski Ludowej (1954 r.)
- Odznaka Honorowa „Za Zasługi dla Warszawy” (1955 r.)
- Odznaka „Zasłużony Działacz Kultury” (1979 r.)
- Krzyż Walecznych
- Krzyż Niepodległości z Mieczami